# Lichtentanne
Lichtentanne è un comune di 6.848 abitanti della Sassonia, in Germania.
Appartiene al circondario (Landkreis) di Zwickau (targa Z).
Il fiume Pleiße ha la sua sorgente a Ebersbrunn, una locazione di Lichtentanne.